# Mia Franzén
Mia Caroline Anita Franzén, folkbokförd Fransén, född 13 juli 1971 i Huddinge, är en svensk politiker (folkpartist). Hon var ordinarie riksdagsledamot 2002–2006, invald för Stockholms läns valkrets.
I riksdagen var hon suppleant i lagutskottet, socialutskottet och valprövningsnämnden.
Franzén är bosatt i Salem i södra Stockholms län. Hon är jur.kand. och har arbetat bland annat som landstingsrådssekreterare. Som politiker är hon framför allt profilerad på frågor om psykisk ohälsa och äldrevård.